# 鸚鰕虎屬
鸚鰕虎屬是鰕虎亞目鰕虎科之下的一個屬，大多數都原生於印度洋或西太平洋的海域。本屬唯一一個已知在淡水生活的物種E. volcanus在菲律賓發現。

## 物種
按FishBase數據庫，本屬包括下列五個物種：
- 明仁鸚鰕虎（Exyrias akihito G. R. Allen & J. E. Randall, 2005）[2]
- 黑點鸚鰕虎（Exyrias belissimus (J. L. B. Smith, 1959)）：又稱黑點鸚歌鯊。
- 費氏鸚鰕虎（Exyrias ferrarisi Murdy, 1985）
- 縱帶鸚鰕虎（Exyrias puntang (Bleeker, 1851)）：又稱鸚歌鯊。
- Exyrias volcanus (Herre, 1927)

在其他數據庫有更多物種。